# Massif central iranien
Le Massif central iranien, ou Kuhrud (Kuh-e rud), aussi appelé ceinture volcanique et plutonique de Sahand-Bazman ou arc magmatique de Sahand-Bazman, est une chaîne de montagnes traversant l'Iran du nord-ouest au sud-est, du mont Sahand au mont Bazman. Il culmine à 4 500 mètres au mont Hazār (ou Hazaran). Sa formation a commencé au Crétacé mais s'est surtout exprimée à l'Éocène.